# Хавиланд (Канзас)
Хавиланд (енгл. Haviland) град је у америчкој савезној држави Канзас.

## Демографија
По попису из 2010. године број становника је 701, што је 89 (14,5%) становника више него 2000. године.
| Група             | 2000.       | 2010.       |
| Белци             | 574 (93,8%) | 653 (93,2%) |
| Афроамериканци    | 7 (1,1%)    | 8 (1,1%)    |
| Азијати           | 3 (0,5%)    | 4 (0,6%)    |
| Хиспаноамериканци | 21 (3,4%)   | 25 (3,6%)   |
| Укупно            | 612         | 701         |